# William R. Webb

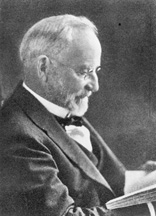
William R. Webb

William Robert Webb (* 11. November 1842 im Person County, North Carolina; † 19. Dezember 1926 in Bell Buckle, Tennessee) war ein US-amerikanischer Pädagoge und Politiker (Demokratische Partei), der den Bundesstaat Tennessee kurzzeitig im US-Senat vertrat.

## Leben
William Webb war der Enkel von Richard Stanford, der von 1797 bis 1816 für North Carolina im Repräsentantenhaus der Vereinigten Staaten gesessen hatte. Sein Vater Alexander Webb starb, als der junge William sechs Jahre alt war. Er wurde auf Privatschulen erzogen, darunter die Bingham School in Oaks, und schrieb sich 1860 an der University of North Carolina in Chapel Hill ein. Er brach sein Studium aber schnell wieder ab, um nach dem Ausbruch des Bürgerkrieges in der Armee der Konföderation zu dienen. Als Angehöriger des 15. Infanterieregiments aus North Carolina wurde er am 1. Juli 1862 in der Schlacht am Malvern Hill schwer verwundet. Nachdem er sich erholt hatte, nahm er zunächst sein Studium wieder auf, kehrte im Frühjahr 1864 aber zur Armee zurück und stieg bald bis zum Captain auf. Nach der Schlacht bei Namozine Church am 3. April 1865 wurde er gefangen genommen und zunächst auf Long Island inhaftiert; später erfolgte die Verlegung in ein Gefängnis im Süden Manhattans, aus dem er im Juni desselben Jahres für einen Tag entfliehen konnte.
Nach Kriegsende kehrte Webb an die Universität in Chapel Hill zurück und machte dort 1868 seinen Abschluss. In der Folge arbeitete er bis 1870 als Lehrer an einer Privatschule in Oxford (North Carolina). In diesem Jahr zog er nach Tennessee und gründete in der kleinen Ortschaft Culleoka die Webb School, eine auf das Studium vorbereitende Schule (Preparatory School). Als Culleoka 1886 die Stadtrechte erhielt und der Verkauf von Alkoholika dort erlaubt wurde, verlegte Webb, der ein Befürworter der Prohibition war, den Sitz seiner Schule nach Bell Buckle im Bedford County, wo sie bis heute besteht.
Webb heiratete 1873 Emma Clary, mit der er acht Kinder hatte. Der älteste Sohn, Will, wurde später sein Nachfolger als Direktor der Webb School; Thompson Webb, der jüngste Sohn, ging nach Kalifornien und gründete in Claremont eine eigene Niederlassung der Schule seines Vaters.
Nach dem Tod von US-Senator Robert Love Taylor, dessen Sitz zunächst kommissarisch John K. Shields einnahm, wurde William Webb von der Tennessee General Assembly zu dessen Nachfolger in Washington, D.C. gewählt. Er war der letzte ehemalige Soldat der Konföderierten, der in den Senat einzog, und verblieb dort vom 24. Januar 1913 bis zum 3. März desselben Jahres. Während dieser kurzen Zeit hielt er eine Rede vor dem Plenum, in der er ein Gesetz zum Verbot des Alkoholtransports zwischen den US-Bundesstaaten befürwortete. Im Anschluss kehrte er nach Bell Buckle zurück und leitete dort seine Schule bis zu seinem Tod am 19. Dezember 1926.